# Lyn Fotball
Lyn 1896 Fotballklubb norveški nogometni klub iz Osla. Osnovan je 3. ožujka 1896. godine. U Eliteserienu je nastupao s prekidima do 2009. godine. Klub je bio dva puta prvak i osam puta pobjednik Norveškog nacionalnog kupa. Bio je i dva puta treći u prvenstvu (2002. i 2005. godine). Najveći uspjeh u europskim natjecanjima je kada su 1969. godine došli do četvrtfinala Kupa pobjednika kupova gdje su ispali od Barcelone. Igrali su i četiri puta u Kupu prvaka i tri puta u Kupu UEFA. Krajem lipnja 2010. godine klub je bankrotirao, a navijači su preuzeli tim koji je tada nastupao u šestoj ligi (sedmi rang). Klub je u 3 uzastopne sezone (preskočio je petu ligu) došao je do druge lige (treći rang).

## Trofeji
- Eliteserien
  - Prvaci (2): 1964., 1968.
  - Doprvaci  (4): 1938., 1963., 1965., 1971.

- Norveški kup:
  - Pobjednici (8), 1908., 1909., 1910., 1911., 1945., 1946., 1967., 1968.
  - Finalisti (6), 1923., 1928., 1966., 1970., 1994., 2004.

## Poznati bivši igrači
- Matias Almeyda
- Indridi Sigurdsson
- John Obi Mikel
- Chinedu Obasi
- Simen Agdestein
- Ronny Johnsen
- Øyvind Leonhardsen
- Ali Al-Habsi
- Eddie Gustafsson

## Poznati bivši treneri
- Henning Berg
- Hrvoje Braović
- Gunnar Halle

## Vanjske poveznice
- Službena stranica
- Bastionen navijači
- Statistika i rezultati